# DbExpress
dbExpress — это архитектура создания драйверов данных от компании Embarcadero, которая заменяет устаревший BDE. Впервые была реализована в Borland Delphi 6 и C++Builder 6, и потерпев некоторые переработки, в последний раз использовалась в Delphi XE4.
Разработана архитектура dbExpress для решения следующих задач:
- уменьшение затрачиваемых ресурсов
- получение наибольшей скорости работы
- кросс-платформенность
- обеспечение простоты разработки драйверов
- предоставление разработчику расширенных возможностей управления памятью и трафиком

Драйверы dbExpress отличаются маленьким размером и высокой скоростью работы, так как обеспечивают достаточно небольшую функциональность. Каждый разработанный драйвер имеет расширение .dll(Windows) и .so(Linux).